# سباستیانو سرلیو
سباستیانو سرلیو (انگلیسی: Sebastiano Serlio؛ ۶ سپتامبر ۱۴۷۵ – c. ۱۵۵۴) معمار، و نقاش اهل ایتالیا بود. او کتابی با عنوان هفت رسالهٔ معماری(به ایتالیایی: I Sette libri dell'architettura) نوشت که از ۱۵۳۷ تا ۱۵۵۱ در شش فصل انتشار یافت، و بخش هفتم پس از درگذشت مؤلف، در ۱۵۷۵ منتشر شد. در این کتاب قواعد عملی استفاده از شیوه‌های کلاسیک تشریح شده بود، و معماران نئوکلاسیک سراسر اروپا از آن بهره بردند.
سرلیو در بولونیا متولد، و نزد پدرش نقاشی آموخت. در ۱۵۱۴ به رم رفت و دستیار بالداساره پروتزی شد. در ۱۵۲۷، پس از واقعه تاراج رم توسط کارل پنجم، همراه پروتزی عازم ونیز شد، و نوشتن کتاب خود را آغاز کرد. در ۱۵۴۱، فرانسوای اول او را به پاریس فراخواند، و چندین سال در کاخ فونتن‌بلو به‌کار گماشت. کارهای معدودش در فرانسه در معماری فرانسوی تأثیر بسزایی گذاشت؛ به‌ویژه کتابش با نام معماری بسیار اثرگذار بود.
سالهای آخر عمرش را در شهر لیون گذراند و حدود ۱۵۵۴ در فونتن‌بلو درگذشت.